# Nombre positiu
Un nombre real n és positiu si i només si és més gran que 0, és a dir, quan ni forma part del conjunt dels nombres negatius ni és 0. Sempre que es consideri el nombre 0 un nombre neutre.
No hi ha un acord general sobre si incloure o no el nombre 0 dins del conjunt dels nombres positius. En cas d'incloure'l, la definició seria lleugerament diferent, tindríem que un nombre real és positiu si i només si és més gran o igual a 0. Si ens volem referir als nombres positius no nuls (excloent el 0) haurem de precisar anomenant-los nombres estrictament positius.
La gràfica següent mostra la recta dels nombres enters. S'hi veu com el 0 separa els positius dels negatius.

## Notació de conjunts
- Els nombres enters positius s'anoten habitualment {\displaystyle \mathbb {Z} _{+}} o {\displaystyle \mathbf {Z} _{+}}, sent els enters estrictament positius anotats {\displaystyle \mathbb {Z} _{+}^{*}} o {\displaystyle \mathbf {Z} _{+}^{*}}

- Els nombres racionals positius s'anoten habitualment {\displaystyle \mathbb {Q} _{+}} o {\displaystyle \mathbf {Q} _{+}}, sent els racionals estrictament positius anotats {\displaystyle \mathbb {Q} _{+}^{*}} o {\displaystyle \mathbf {Q} _{+}^{*}}.

- Els nombres reals positius s'anoten habitualment {\displaystyle \mathbb {R} _{+}} o {\displaystyle \mathbf {R} _{+}}, sent els reals estrictament positius anotats {\displaystyle \mathbb {R} _{+}^{*}} o {\displaystyle \mathbf {R} _{+}^{*}}.

## Propietats
1. La suma de dos nombre positius és sempre un nombre positiu.
2. La suma d'un nombre positiu amb un d'estrictament positiu és sempre un nombre estrictament positiu.
3. La diferència de dos nombres positius diferents pot ser positiva o negativa.
4. El producte de dos nombres positius és sempre un nombre positiu.
5. El producte entre dos nombre estrictament positius és sempre un nombre estrictament positiu.
6. El producte d'un nombre positiu i un nombre estrictament positiu és un nombre positiu, però pot no ser estrictament positiu si el primer factor és nul.
7. L'invers d'un nombre estrictament positiu és sempre un nombre estrictament positiu.
8. El quocient entre un nombre positiu i un d'estrictament positiu sempre és positiu.
9. El quocient de dos nombres estrictament positius és sempre un nombre estrictament positiu.
10. Un nombre és inferior o igual a un altre si i només si la diferència entre el segon i el primer és positiva.
11. Un nombre és estrictament inferior a un altre si i només si la diferència entre el segon i el primer és estrictament positiva.
12. Si es multiplica una inequació per un nombre positiu, el signe de la inequació no canvia.